# Campo de concentración de Oranienburg

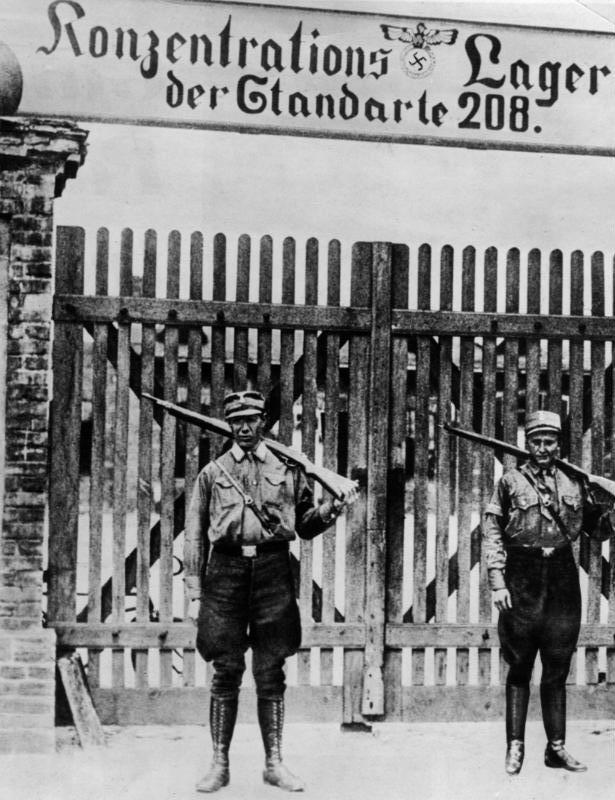
KZ Oranienburg, 1933.

El campo de concentración de Oranienburg fue una de las primeras instalaciones de detención establecidas por los nazis cuando llegaron al poder en 1933. Estuvo localizado en el centro de la ciudad de Oranienburg, donde las SA tomaron el control de una fábrica abandonada (posiblemente, una fábrica de cerveza).
Albergó a los opositores políticos de los nazis, procedentes de la región de Berlín. Los transeúntes podían ver el interior de la prisión. Los prisioneros marchaban a través de la ciudad para realizar trabajo forzoso en nombre del consejo local.
La prisión pasó a estar a cargo de las SS en julio de 1934, cuando las SA fueron eliminadas por el régimen nazi. Fue clausurada y, posteriormente, fue reemplazada en la zona por el campo de concentración de Sachsenhausen. Hasta el momento de su clausura, pasaron por la prisión unos 3.000 reclusos, de los cuales 16 murieron.
Entre sus internos famosos, se encuentra el escritor y pacifista alemán de familia judía Kurt Hiller.